# Окулова, Анна Алексеевна
Анна Алексеевна Окулова  (3 (14) сентября 1795 — 13 (25) февраля 1861) — фрейлина двора (06.12.1836) и воспитательница великой княжны Ольги Николаевны; кавалерственная дама ордена Святой Екатерины (меньшого креста) (01.07.1846) и камер-фрейлина двора (26.08.1856). Оставила памятные «Записки», незначительная часть их напечатана в «Русском Архиве» (1896).

## Биография
Старшая из пяти дочерей херсонского губернатора и литератора, генерал-майора Алексея Матвеевича Окулова (1766—1821) от брака его с Прасковьей Семеновной Хвостовой (1769—1864). Воспитывалась в Екатерининском институте в Петербурге, который окончила в 1811 году с золотым шифром малой величины. После проживала с родителями в Москве в доме на Яузской или в имение Никольское Подольского уезда.
После смерти отца в 1821 году семья осталась в крайне тяжелом материальном положении. Все заботы о воспитании и образовании младших братьев и сестёр, заботы по домашнему хозяйству и управлению имениями легли на незамужнюю Анну Алексеевну и её мать. По словам А. Я. Булгакова, «вся семья была в отчаянии, одна Анетта сохраняла бодрость и за всеми ухаживала».
Дом Окуловых в Москве пользовался большим уважением и был близок к литературным кругам. Их гостями были В. А. Жуковский, В. Л. Пушкин, И. И. Дмитриев, Е. А. Баратынский, Д. В. Давыдов и князь П. А. Вяземский, друживший с Анной Алексеевной и посвятившей ей несколько своих стихотворных посланий. Позднее в 1830-х годах в доме брата Матвея на Пречистенке она встречалась с поэтом А. С. Пушкиным.
Будучи далеко уже не в молодом возрасте, по личному выбору императора Николая I Окулова была назначена воспитательницей к великой княжне Ольге Николаевне и в декабре 1836 года зачислена в штат фрейлиной. По рангу она следовала за статс-дамами и получила, как Ю. Ф. Баранова, русское платье синего цвета с золотом, собственный выезд и ложу в театре. Княжна Ольга Николаевна признавалась, что с появлением Окуловой для неё «началась новая эра жизни». Её открытое весёлое лицо, счастливый характер, здравый ум, энергия и предприимчивость вызывали уважение и привлекали к ней много друзей. Плетнев, Шевырев и Карамзины входили в окружение Анны Алексеевны.
Поборница всего русского, она старалась внушить своей воспитаннице любовь ко всему родному и заставляла читать вслух по-русски. Преподавала она Закон Божий и русский язык великим княгиням Марии Александровне и Александре Иосифовне. Сохранившиеся письма Окуловой к последней на русском языке полностью опровергают несправедливое мнение о ней Плетнева, что «защищая на французском диалекте все русское, особенно язык, Окулова на нём не могла и фразы сказать без грамматической ошибки». Зимой 1845—1846 годов она сопровождала императрицу и великую княжну Ольгу в их поездке в Геную, а затем в Палермо. Летом 1846 года в Петергофе состоялась свадьба Ольги Николаевны с наследным принцем Вюртембергским. После торжеств граф В. Ф. Адлерберг преподнес Окуловой орден Святой Екатерины (меньшого креста). Не желая расставаться со своей воспитательницей, Ольга Николаевна пригласила её с собой в Штутгарт. Там Анна Алексеевна прожила несколько лет.
Оставаясь при дворе в качестве фрейлины, 26 августа 1856 года Окулова была пожалована в камер-фрейлины. В это время она жила Петербурге или в Царском Селе, где у неё в дворцовых помещениях были свои комнаты. Пользуясь своим положением при дворе, она принимала участие во многих благотворительных организациях и слыла известным ходатаем, помогая знакомым и родственникам. Вторая совесть — так называла Анну Алексеевну великая княжна Ольга Николаевна. В 1856 году она на собственные средства открыла в г. Раненбурге Рязанской губернии детский приют. Ещё раньше, в сентябре 1843 года благодаря её стараниям было открыто Царскосельское училище девиц духовного звания, начальницей которого была назначена её подруга Н. А. Шульц. Хорошие дружеские отношения у Окуловой были и с известным благотворителем принцем П. Г. Ольденбургским.

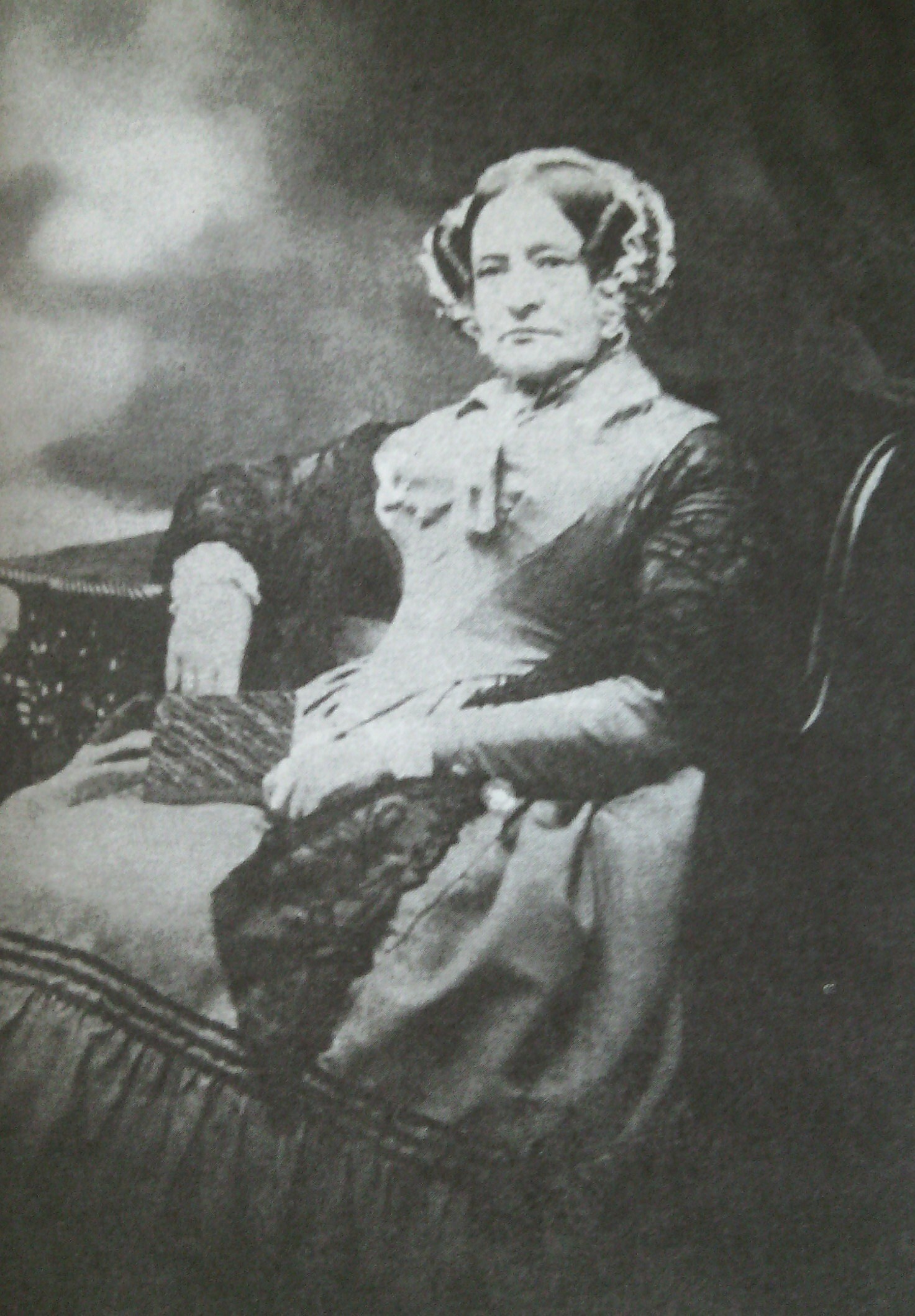
Анна Окулова (1850-е)

Не отличаясь крепким здоровьем, ещё в начале своей службы при дворе Окулова стала жертвой несчастного случая. Широкий рукав её муслинового платья загорелся от свечи, она была спасена, но получила ожоги на руке и груди, от которых остались рубцы. За семь лет до смерти с ней случилось первое нервное расстройство, которое она попыталась скрыть от окружающих. Взяв отпуск, она уехала в Москву, где сняла отдельную квартиру и виделась только с матерью и сестрами. Лечение и пребывание в Штутгарте дали ей лишь временное облегчение. В 1859 году болезнь обострилась вновь. Умерла в феврале 1861 года в Зимнем дворце и была похоронена рядом с отцом и двумя сестрами в подмосковном Донском монастыре.

"В течение двух лет Окулова страдала ипохондрией, которая истощила её жизненные силы. У неё была навязчивая идея, что она проклята и недостойна причастия. Доктор нашел её состояние безнадежным. Она соборовалась, молилась, но упорно отказывалась причащаться, говоря, что в ней сидит дьявол. Тогда её укрыли мантией Серафима и она заснула тихим сном. По пробуждении она приняла Причастие и на следующее утро тихо и без особых страданий скончалась.— Анна Тютчева